# Municipio de Reeve (Indiana)
El municipio de Reeve (en inglés: Reeve Township) es un municipio ubicado en el condado de Daviess en el estado estadounidense de Indiana. En el año 2010 tenía una población de 631 habitantes y una densidad poblacional de 5,42 personas por km².

## Geografía
El municipio de Reeve se encuentra ubicado en las coordenadas 38°33′44″N 86°58′32″O / 38.56222, -86.97556. Según la Oficina del Censo de los Estados Unidos, el municipio tiene una superficie total de 116.41 km², de la cual 113,66 km² corresponden a tierra firme y (2,36 %) 2,75 km² es agua.

## Demografía
Según el censo de 2010, había 631 personas residiendo en el municipio de Reeve. La densidad de población era de 5,42 hab./km². De los 631 habitantes, el municipio de Reeve estaba compuesto por el 99,37 % blancos, el 0,16 % eran amerindios, el 0,32 % eran de otras razas y el 0,16 % eran de una mezcla de razas. Del total de la población el 0,63 % eran hispanos o latinos de cualquier raza.